# Malečnik-Ruperče

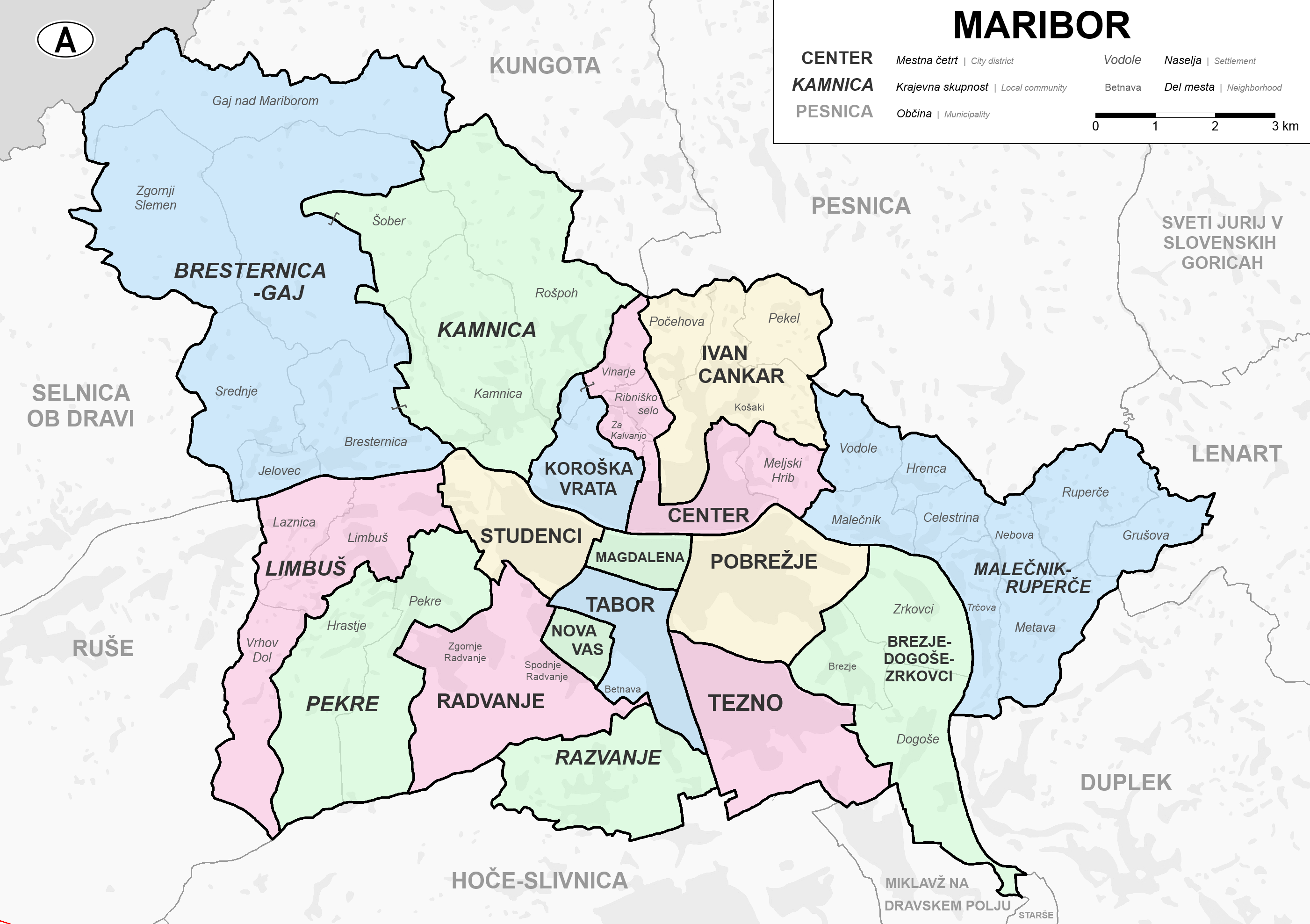

Malečnik-Ruperče ist der Name einer Ortsgemeinschaft (slow. Krajevna skupnost, KS) in der Stadtgemeinde Maribor in Slowenien. Sie liegt im Nordosten des Landes in der historischen Landschaft Spodnja Štajerska (Untersteiermark) und zugleich in der statistischen Region Podravska.
Zur Ortsgemeinschaft gehören die Siedlungen Celestrina, Grušova, Hrenca, Malečnik, Metava, Nebova, Ruperče, Trčova und Vodole.

## Geographie
Die Ortsgemeinschaft liegt östlich der Stadt Maribor zwischen Drau und Pesniška dolina. Sie grenzt an die Mariborer Bezirke Brezje-Dogoše-Zrkovci, Center, Pobrežje, Ivan Cankar sowie an die Gemeinden Pesnica, Lenart und Duplek.